# 丝茎蓼
丝茎蓼（学名：Polygonum molliiforme）为蓼科蓼属下的一个种。